# Argentina sphyraena
L'argentina (Argentina sphyraena Linnaeus, 1758) è un pesce di mare appartenente alla famiglia Argentinidae.

## Descrizione
Ha occhi grandi, testa grande e bocca piccola e la sagoma è slanciata. Le pinne dorsali sono due, la seconda è adiposa e molto piccola, la prima è a base breve e non tanto alta, altrettanto piccole sono le altre pinne. Le pinne ventrali sono molto arretrate e si inseriscono alla metà della pinna dorsale, le pinne pettorali sono inserite molto in basso. La pinna caudale è forcuta. Il margine dell'opercolo branchiale è ondulato (liscio nell'affine Glossanodon leioglossus).
La livrea è grigiastra con riflessi argentei sulla testa e lungo i fianchi. Sopra la linea laterale c'è una linea nera.

## Biologia

### Alimentazione
Si nutre di invertebrati bentonici.

### Riproduzione
Si riproduce in inverno deponendo uova pelagiche.

## Distribuzione e habitat
Questa specie, comune nei mari italiani ma rara in Adriatico, è presente in tutto il mar Mediterraneo occidentale e nell'Oceano Atlantico orientale tra Gibilterra e la Norvegia.
Vive nei pressi di fondi fangosi tra i 100 ed i 700 metri di profondità.

## Tassonomia

### Specie simili
Il Glossanodon leioglossus (Argentina lingua liscia) è molto simile, ma si può riconoscere per il bordo dell'opercolo liscio, per i denti palatini e linguali meno numerosi e per i raggi delle pinne pettorali meno numerosi.

## Pesca
Si cattura con frequenza con le reti a strascico. Ha carni delicate ed è un componente delle fritture di paranza.